# Gergny
Gergny település Franciaországban, Aisne megyében. Lakosainak száma 131 fő (2022. január 1.). Gergny Étréaupont, Froidestrées, Luzoir és Sommeron községekkel határos.

## Népesség
A település népességének változása:
| Lakosok száma | 197  | 156  | 150  | 156  | 141  | 131  | 135  | 134  | 130  | 131  |
|               | 1968 | 1982 | 1990 | 2006 | 2013 | 2015 | 2017 | 2019 | 2020 | 2022 |